# Lumpenproletariat

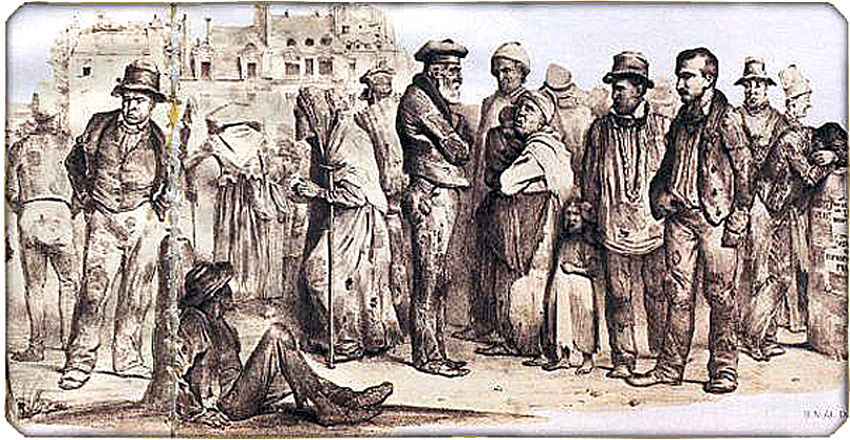
Darstellung des Lumpenproletariats, Lithografie, Ende des 19. Jahrhunderts

Der Begriff Lumpenproletariat wurde von Karl Marx geprägt und bezeichnet jene Vielfalt an Menschen mit unterschiedlicher Klassenherkunft, insbesondere jedoch Proletarier, die auf das unterste Ende der Gesellschaft herabgestiegen sind oder aus ihm stammen und keiner typischen Lohnarbeit nachgehen.
Politisch sind sie für Marx ohne (proletarisches) Klassenbewusstsein und deshalb sowie aufgrund ihrer Lebenslage oftmals unzuverlässig, passiv und reaktionär. Aus diesen Gründen schloss Marx sie als Bündnispartner aus und sah sie vielmehr als Gefahr für die Arbeiterbewegung.

## Lumpenproletariat nach Karl Marx
Zum ersten Mal gebraucht Marx den Begriff in seiner Auseinandersetzung mit Max Stirner, dem er vorhält, das Proletariat mit „ruinierten Bourgeois und ruinierten Proletariern, […] einer Kollektion von Lumpen, die in jedem Zeitalter existiert haben“ zu verwechseln, d. h. mit dem Pauperismus, welcher „die Lage nur des ruinierten Proletariats, die letzte Stufe ist, auf die der gegen den Druck der Bourgeoisie widerstandslos gewordene Proletarier versinkt, und nur der aller Energie beraubte Proletarier ein Pauper ist.“ Zu diesem „Auswurf, Abfall, Abhub aller Klassen“ zählte Marx die „zerrütteten Lebeherren mit zweideutigen Subsistenzmitteln und von zweideutiger Herkunft, verkommene und abenteuerliche Ableger der Bourgeoisie, Vagabunden, entlassene Soldaten, entlassene Zuchthaussträflinge, entlaufene Galeerensklaven, Gauner, Gaukler, Tagediebe, Taschendiebe, Taschenspieler, Spieler, Zuhälter, Bordellhalter, Lastträger, Literaten, Orgeldreher, Lumpensammler, Scherenschleifer, Kesselflicker, Bettler, kurz, die ganze unbestimmte, aufgelöste, hin- und hergeworfene Masse, die die Franzosen ‚la bohème‘ nennen“. Im Kommunistischen Manifest beschrieben Marx/Engels die subproletarischen Gruppen als „passive Verfaulung der untersten Schichten der alten Gesellschaft“. Wenn sie auch in der von den Autoren erwarteten proletarischen Revolution „stellenweise in die Bewegung hineingeschleudert“ werden würden, so würden sie doch ihrer ganzen Lebenslage nach „bereitwilliger sein, sich zu reaktionären Umtrieben erkaufen zu lassen“. Als „Mobilgarde“ der Reaktion sah Marx im Lumpenproletariat eine Gefahr. Dass sich das in seiner Zusammensetzung sehr heterogene „Lumpenproletariat“ nicht wie die Industriearbeiterschaft organisieren lasse, ein geringes Bewusstsein seiner Interessenlage habe und offen für Bestechung durch den Klassengegner sei, sah man in der Arbeiterbewegung als Problem. Es schied wegen seiner Unzuverlässigkeit und seiner Unfähigkeit zur Entwicklung eines proletarischen Klassenbewusstseins als Bündnispartner der Arbeiterklasse aus. Polit-ökonomisch bestimmt wird das Lumpenproletariat (Vagabunden, Verbrecher, Prostituierte) im marxschen Kapital als Teil des „tiefsten Niederschlags“ der relativen Überbevölkerung (der industriellen Reservearmee), die das Kapital produziert.

## Abfall aller Klassen und Quelle der Kriminalität
Die Angriffe gegen das „Lumpenproletariat“ beschränkten sich nicht nur auf den materiell untersten Stand. Engels identifizierte (1887/88) in einem „zahlreichen Schmarotzeradel“ in der unteren Schicht des preußischen Junkertums ein „adliges Lumpenproletariat“, „das vom Schuldenmachen, zweifelhaftem Spiel, Zudringlichkeit, Bettel und politischer Spionage“ lebe.
Rosa Luxemburg demgegenüber sprach einerseits vom „Lumpenproletariat“ als von „Verbrechern und Prostituierten“. Andererseits aber bezeichnete sie so „eine besondere Schicht“ von „sozialem Abfall“, die in einer Phase gesellschaftlicher Umwälzung „riesig“ anwachse. Sie verortete deren Entstehung in „allen Schichten der bürgerlichen Gesellschaft“, nämlich als Ergebnis von deren „Verlumpung“. „Abstufungen zwischen kaufmännischem Preiswucher, Schlachtschitzen-Schiebungen, fiktiven Gelegenheitsgeschäften, Lebensmittelfälschung, Prellerei, Beamtenunterschlagung, Diebstahl, Einbruch und Raub“ würden so ineinanderfließen, dass „die Grenze zwischen dem ehrbaren Bürgertum und dem Zuchthaus“ verschwimme. Wenn die „konventionellen Schranken und Stützen für Moral und Recht“ in Umbruchsituationen fortfielen, falle die bürgerliche Gesellschaft „unmittelbar und hemmungslos einfacher Verlumpung anheim“. Letztendlich sah Luxemburg, nach Clara Zetkin, „Prostituierte“ als „doppelte Opfer der bürgerlichen Gesellschaft“: Einmal als Opfer ihrer „verfluchten Eigentumsordnung“ und einmal ihrer „verfluchten moralischen Heuchelei“.
Abseits dieser mehr oder weniger theoriegeleiteten Definitionen von „Lumpenproletariat“ und „Verlumpen“ sah das Alltagsverständnis der breiten Mehrheitsbevölkerung darin ein Milieu der „Asozialität“ und einen Entstehungsort von Kriminalität. Als um die Wende zum 20. Jahrhundert die bevölkerungssanitären Vorstellungen von Sozialhygienikern populär zu werden begannen, richtete sich deren Interesse vor allem auf die als „asozial“ etikettierten subproletarischen Gruppen. 1912 beschrieb sie der Hygieniker Alfred Grotjahn, Mitglied der SPD und in der Weimarer Republik Mitglied des Reichstags und Autor des gesundheitspolitischen Abschnitts des Görlitzer Programms (1922), als „Bodensatz der Bevölkerung“ und „Bevölkerungskonglomerat […] aus Vagabunden, Arbeitsscheuen, Hausierbettlern, Prostituierten, Zuhältern, Trunkenbolden und sonstigen Verwahrlosten“, an deren Spitze „Verbrechernaturen“ stehen würden. Es handle sich um „eine Gefahr und eine Bürde für jedes Gemeinwesen“.

## Sonstige Rezeption
Nach dem Überfall Russlands auf die Ukraine bezeichnete Sascha Lobo im April 2022 weite Teile der deutschen Friedensbewegung polemisch als „Lumpenpazifismus“. Analog zum ursprünglichen Begriff und dessen Verständnis Marx’ verkenne diese Gruppe reale Bedingungen des Friedens und sei „zuvorderst selbstgerecht“.